# MLB Draft 2019
Der MLB Draft 2019, der Entry Draft der Major League Baseball, fand vom 3. bis 5. Juni 2019 statt. Das schlechteste Team des Vorjahres, die Baltimore Orioles, hatten die erste Wahl (Pick). Die Orioles entschieden sich mit ihrer Wahl für den Catcher Adley Rutschman.

## Erstrunden Picks
| Pick | Spieler          | Team                  | Position       | Schule                                      |
| ---- | ---------------- | --------------------- | -------------- | ------------------------------------------- |
| 1.   | Adley Rutschman  | Baltimore Orioles     | Catcher        | Oregon State University                     |
| 2.   | Bobby Witt Jr.   | Kansas City Royals    | Shortstop      | Colleyville Heritage High School (TX)       |
| 3.   | Andrew Vaughn    | Chicago White Sox     | First Baseman  | University of California                    |
| 4.   | J. J. Bleday     | Baltimore Orioles     | Outfielder     | Vanderbilt University                       |
| 5.   | Riley Greene     | Detroit Tigers        | Outfielder     | Hagerty High School (FL)                    |
| 6.   | C. J. Abrams     | San Diego Padres      | Shortstop      | Blessed Trinity Catholic High School (GA)   |
| 7.   | Nick Lodolo      | Cincinnati Reds       | Pitcher        | TCU                                         |
| 8.   | Josh Jung        | Texas Rangers         | Third Baseman  | Texas Tech University                       |
| 9.   | Shea Langeliers  | Atlanta Braves        | Catcher        | Baylor University                           |
| 10.  | Hunter Bishop    | San Francisco Giants  | Outfielder     | Arizona State University                    |
| 11.  | Alek Manoah      | Toronto Blue Jays     | Pitcher        | West Virginia University                    |
| 12.  | Brett Baty       | New York Mets         | Third Baseman  | Lake Travis High School (TX)                |
| 13.  | Keoni Cavaco     | Minnesota Twins       | Third Baseman  | Eastlake High School (CA)                   |
| 14.  | Bryson Stott     | Philadelphia Phillies | Shortstop      | UNLV                                        |
| 15.  | Will Wilson      | Los Angeles Angels    | Shortstop      | NC State University                         |
| 16.  | Corbin Carroll   | Arizona Diamondbacks  | Outfielder     | Lakeside School (WA)                        |
| 17.  | Jackson Rutledge | Washington Nationals  | Pitcher        | San Jacinto College                         |
| 18.  | Quinn Priester   | Pittsburgh Pirates    | Pitcher        | Cary-Grove High School (IL)                 |
| 19.  | Zack Thompson    | St. Louis Cardinals   | Pitcher        | University of Kentucky                      |
| 20.  | George Kirby     | Seattle Mariners      | Pitcher        | Elon University                             |
| 21.  | Braden Shewmake  | Atlanta Braves        | Shortstop      | Texas A&M University                        |
| 22.  | Greg Jones       | Tampa Bay Rays        | Shortstop      | UNC Wilmington                              |
| 23.  | Michael Toglia   | Colorado Rockies      | First Baseman  | UCLA                                        |
| 24.  | Daniel Espino    | Cleveland Indians     | Pitcher        | Georgia Premier Academy (GA)                |
| 25.  | Kody Hoese       | Los Angeles Dodgers   | Third Baseman  | Tulane University                           |
| 26.  | Blake Walston    | Arizona Diamondbacks  | Pitcher        | New Hanover High School (NC)                |
| 27.  | Ryan Jensen      | Chicago Cubs          | Pitcher        | Fresno State                                |
| 28.  | Ethan Small      | Milwaukee Brewers     | Pitcher        | Mississippi State University                |
| 29.  | Logan Davidson   | Oakland Athletics     | Shortstop      | Clemson University                          |
| 30.  | Anthony Volpe    | New York Yankees      | Shortstop      | Delbarton School (NJ)                       |
| 31.  | Michael Busch    | Los Angeles Dodgers   | Second Baseman | University of North Carolina at Chapel Hill |
| 32.  | Korey Lee        | Houston Astros        | Catcher        | University of California, Berkeley          |
| 33.  | Brennan Malone   | Arizona Diamondbacks  | Pitcher        | IMG Academy (FL)                            |
| 34.  | Drey Jameson     | Arizona Diamondbacks  | Pitcher        | Ball State University                       |
| 35.  | Kameron Misner   | Miami Marlins         | Outfielder     | University of Missouri                      |
| 36.  | J.J. Goss        | Tampa Bay Rays        | Pitcher        | Cypress Ranch High School (TX)              |
| 37.  | Sammy Siani      | Pittsburgh Pirates    | Outfielder     | William Penn Charter School (PA)            |
| 38.  | TJ Sikkema       | New York Yankees      | Pitcher        | University of Missouri                      |
| 39.  | Matt Wallner     | Minnesota Twins       | Outfielder     | University of Southern Mississippi          |
| 40.  | Seth Johnson     | Tampa Bay Rays        | Pitcher        | Campbell University                         |
| 41.  | Davis Wendzel    | Texas Rangers         | Third Baseman  | Baylor University                           |